# 2028年の鉄道
2028年の鉄道（2028ねんのてつどう）とは、2028年（令和10年）に予定される鉄道関係の出来事や予定をまとめたページである。
2027年の鉄道 - 2028年の鉄道 - 2029年の鉄道

## 予定事項

### 日時未定事項
- 春
  -  大阪市高速電気軌道
    - （新駅開業） 森ノ宮新駅（仮称）（中央線）[1]

## 鉄道車両

### 運転開始・運転終了・さよなら運転
- 未定
  -  京成電鉄
    - （運転開始） 形式未定

  -  しなの鉄道
    - （運転終了） 115系[2]